# Гратери
Гратѐри (на италиански: Gratteri, на сицилиански Ratteri, Ратери) е село и община в Южна Италия, провинция Палермо, автономен регион и остров Сицилия. Разположено е на 657 m надморска височина. Населението на общината е 1016 души (към 2010 г.).